# Patricia Ja Lee
 (avril 2019).
Si vous disposez d'ouvrages ou d'articles de référence ou si vous connaissez des sites web de qualité traitant du thème abordé ici, merci de compléter l'article en donnant les références utiles à sa vérifiabilité et en les liant à la section « Notes et références ».
Patricia Ja Lee est une actrice américaine d'origine sud-coréene née le 19 juillet 1975 à Pasadena. Elle a notamment joué le Power Ranger Rose dans plusieurs séries des Power Rangers.
Elle a aussi doublé différentes voix dans des animes japonais comme Cowboy Bebop, Serial experiments Lain et Lucky Star. Elle a incarné le personnage de Jill Valentine dans la série Resident Evil.